# Pleased to Meet Me
Pleased to Meet Me je páté studiové album americké rockové skupiny The Replacements. Vydáno bylo v červnu roku 1987 společností Sire Records a jeho producentem byl Jim Dickinson. Jde o první album kapely vydané po odchodu kytaristy Boba Stinsona. Na albu se podílelo několik dalších hudebníků, mezi nimiž je například Alex Chilton, který hraje v písni „Can't Hardly Wait“. Album obsahuje také píseň „Alex Chilton“, která je poctou témuž hudebníkovi. Na albu dále hrál mimo jiné Luther Dickinson, syn producenta desky.

## Seznam skladeb
1. I.O.U. – 2:57
2. Alex Chilton – 3:12
3. I Don't Know – 3:19
4. Nightclub Jitters – 2:44
5. The Ledge – 4:04
6. Never Mind – 2:47
7. Valentine – 3:31
8. Shooting Dirty Pool – 2:20
9. Red Red Wine – 2:59
10. Skyway – 2:04
11. Can't Hardly Wait – 3:02

## Obsazení
- Paul Westerberg – zpěv, kytara, klavír, basa, harmonika, doprovodné vokály
- Tommy Stinson – baskytara, kontrabas, kytara, doprovodné vokály
- Chris Mars – bicí, cowbell, doprovodné vokály
- Jim Dickinson – klávesy, varhany, doprovodné vokály
- James „Vito“ Lancaster – doprovodné vokály
- Steve Douglas – barytonsaxofon, basflétna
- Prince Gabe – saxofon
- Luther Dickinson – kytara
- Alex Chilton – kytara
- Max Huls – smyčce
- Andrew Love – tenorsaxofon
- Ben Cauley – trubka